# Predrag Gojković
Predrag Gojković Cune (Kragujevac, 6. studenoga 1932. – Beograd, 21. srpnja 2017.), bio je srpski pjevač sevdalinki, starogradskih, zabavnih, narodnih i meksičkih pjesama.

## Albumi
- Halisko (1961., PGP RTB)
- Predrag Gojković Cune (1975., PGP RTB)
- Predrag Gojković Cune (1975., Jugoton)
- Cune i Ortkestar Mije Krnjevca - Predrag Cune Gojković (1979., Beograd Disk)
- Cune Gojković i Dragan Toković - U Novom Sadu, Ej (1980., PGP RTB)
- Janičar (1981., Jugoton)
- Ne mogu ti ništa osim cveća dati (1981., (Jugoton)
- Predrag Gojković Cune i Mile Bogdanović - Ko zna više (1981., Sarajevo Disk)
- Nezaboravne melodije (1987., ZKP RLTV)
- Ko to kaže Srbija je mala (1988., PGP RTB)
- Predrag Cune Gojković (2001., Grand produkcija)
- Esma Redžepova, ansambl Teodosievski, Mitko Straševski, Vanja Lazarova, Cune Gojković, Samo Zekirovski - Makedonske pesme i makedonska ora (PGP RTB)

## Vanjske poveznice
- Cune Gojković na discogs.com